# Gaetano Fraschini

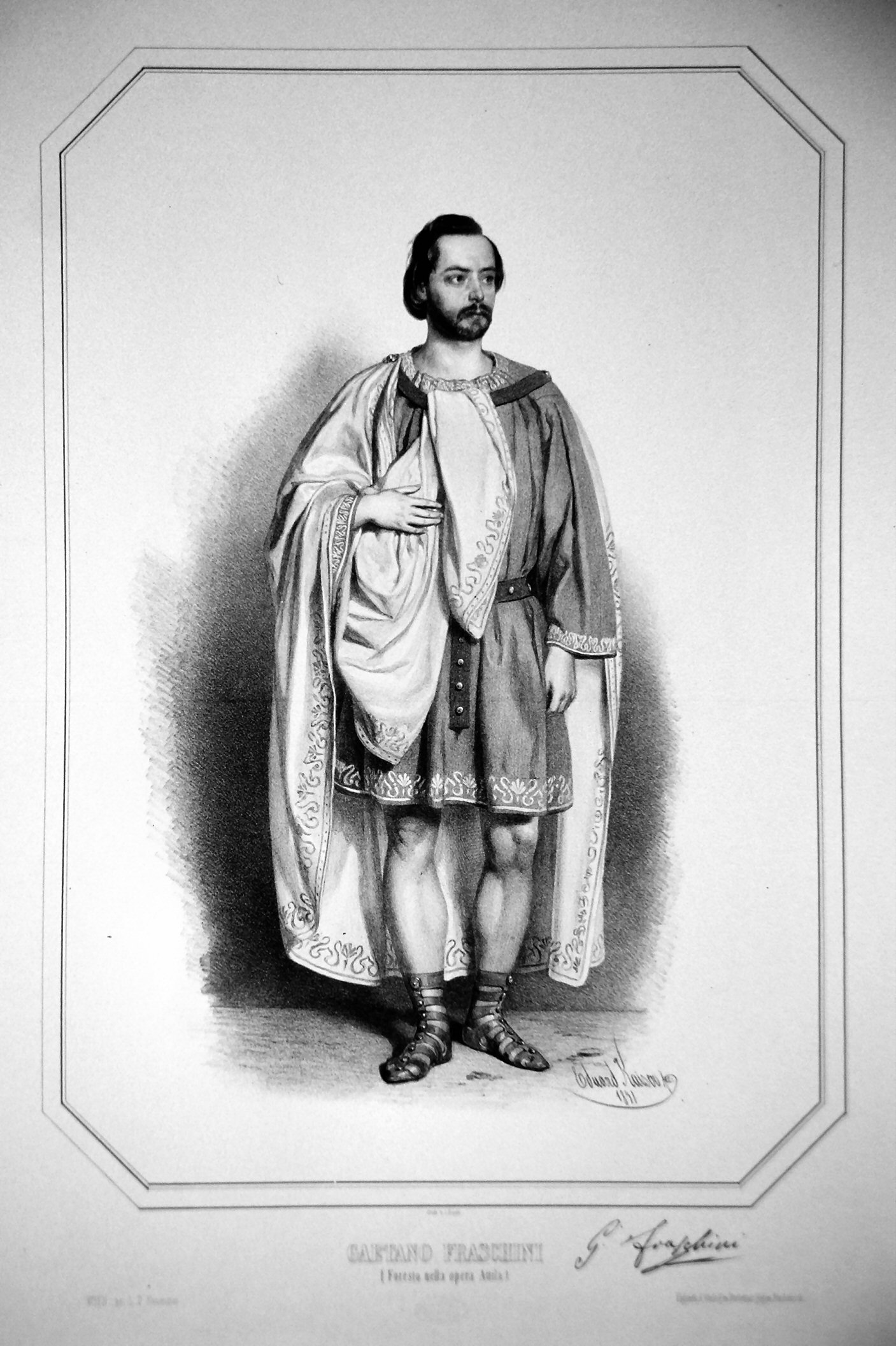
Gaetano Fraschini, Rollenbild, Lithographie von Eduard Kaiser, 1851

Gaetano Fraschini (* 16. Dezember 1817 in Pavia; † 23. Mai 1887 in Neapel) war ein italienischer Opernsänger (Tenor).

## Leben
Fraschini war der jüngere Sohn von Domenico Fraschini und dessen Ehefrau Grazia Cremaschi. Nach seiner Schulzeit sollte er auf Wunsch seiner Eltern Medizin studieren, doch Felice Moretti (1791–1863) überzeugte die Eltern von einer musikalischen Ausbildung. Durch die Unterstützung Morettis konnte Fraschini am Teatro dei Nobili Cavalieri erfolgreich debütieren und war am 4. April 1837 als „Lord Arturo“ (in Bellinis I puritani) zu sehen, was ihm sofort ein Engagement einbrachte, auch den Alamir in Donizettis Belisario zu singen.
In den nächsten zehn Jahren sang er in Wien (Theater am Kärntnertor), Bologna (Teatro Communale), Mailand und Neapel (Teatro San Carlo), seit 1850 auch in Lissabon, Madrid (Teatro Real), London (Her Majesty’s Theatre), endlich von 1863 ab an der Italienischen Oper in Paris, wo er ungeachtet seines vorgerückten Alters durch den Schmelz und die Kraft der Stimme, durch ausdrucksvolle Phrasierung sowie durch eine imposante Erscheinung und edles Spiel das Publikum hinzureißen wusste.
1843 heiratete Fraschini seine Kollegin Clotilde de Begnis, die Tochter der Opernsängerin Giuseppina Ronzi de Begnis.
Eine große Zahl von Tenorpartien ist für ihn geschrieben und von ihm kreiert worden, unter anderem in Giovanni Pacinis Saffo (1840), Donizettis Caterina Cornaro (1844) und Verdis Maskenball (1859). 
Ende der 1860er Jahre zwang ihn ein Gehörleiden, die Bühne zu verlassen. Im Januar 1874 war Fraschini zum letzten Mal zu sehen: er sang den „Lyonel“ am Teatro della Pergola in Florenz. Mit siebzig Jahren starb Gaetano Fraschini in Neapel und fand dort auch seine letzte Ruhestätte. Er war der Lieblingssänger Verdis.

## Ehrungen
- In Pavia ist das Teatro Fraschini nach ihm benannt.

## Rollen (Auswahl)
- Alamiro – Belisario (Gaetano Donizetti)
- Faone – Saffo (Giovanni Pacini)
- Gerardo – Caterina Cornaro (Gaetano Donizetti)
- Riccardo – Maskenball (Giuseppe Verdi)
- Poliuto – Poliuto (Gaetano Donizetti)
- Arturo – Lucia di Lammermoor (Gaetano Donizetti)
- Zamoro – Alzira (Giuseppe Verdi)
- Carlo – Linda di Chamounix (Gaetano Donizetti)
- Jago – Otello (Gioachino Rossini)
- Leone – Marin Faliero (Gaetano Donizetti)